# El Niño (fenómeno)

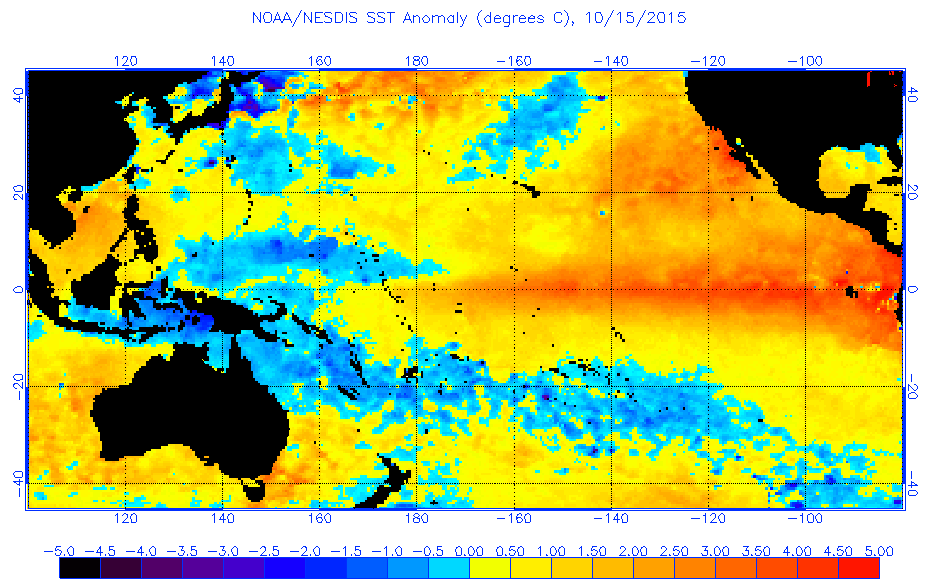
El mayor evento del de El Niño fue el de 2015-16. Carta de las temperaturas anómalas de la superficie oceánica en octubre de 2015.

El fenómeno El Niño (FEN), o simplemente El Niño, es un fenómeno o evento de origen climático relacionado con el calentamiento del océano Pacífico oriental ecuatorial, el cual se manifiesta erráticamente cíclico —Arthur Strahler habla de ciclos de entre tres y ocho años—, que consiste en realidad en la fase cálida del patrón climático del Pacífico ecuatorial denominado El Niño-Oscilación del Sur o ENOS (El Niño-Southern Oscillation, ENSO por sus siglas en inglés), donde la fase de enfriamiento recibe el nombre de La Niña. Este fenómeno, en sus manifestaciones más intensas, provoca estragos en la zona intertropical y ecuatorial debido a las intensas lluvias, afectando principalmente a la región costera del Pacífico de América del Sur. Se produce el desplazamiento zonal de la piscina caliente hacia el Este Ecuatorial del Pacífico y se alcanza la fase de El Niño. Bajo esta condición la temperatura superficial en el EEP excede los 20 °C y la termoclina alcanza >50 m de profundidad.
Por efectos de la radiación solar, las temperaturas superficiales en la piscina caliente aumentan linealmente con la nubosidad hasta que alcanzan los 28 °C. En este punto la cobertura de nubes es tal que la influencia de la radiación solar es mínima (Ramanathan & Collins 1991). Este efecto termostático fue posteriormente entendido como un mecanismo de retroalimentación en el que participaría todo el Pacífico tropical (Clement et al., 1996) y las aguas profundas jugarían un papel importante (Sun, 2000). Aparentemente existirían dos regímenes en el EEP a escalas de los miles de años, uno cálido y permanente, y otro frío en el que se alternarían las fases de El Niño y La Niña (Sun 2000). A esto se suma el fenómeno multidecadal (entre 20 y 30 años) conocido como la Oscilación Decadal del Pacífico (PDO por sus siglas en inglés) y que es considerado como un fenómeno de El Niño extendido (e.g. Mantua et al., 1997).
Las aguas más cálidas de los océanos normalmente están confinadas al Pacífico occidental por los vientos que soplan de este a oeste, empujando las aguas más cálidas hacia Indonesia y Australia. Los científicos todavía están buscando una respuesta a por qué sucede esto, pero la desaceleración de estos vientos puede durar semanas o meses. El fenómeno de El Niño ocurre cada dos a siete años en intensidad variable, y las aguas del Pacífico oriental pueden estar hasta 4 grados Celsius más cálidas de lo normal.
Günther D. Roth lo define como una irrupción ocasional de aguas superficiales cálidas, ubicadas en el océano Pacífico junto a la costa de los territorios de Perú y Ecuador, debido a inestabilidades en la presión atmosférica localizada entre las secciones Oriental y Occidental del océano Pacífico cercanas a la línea del ecuador. El fenómeno del Niño es el supuesto causante de más de una anomalía climática en el mundo.
El nombre de «El Niño» se debe a la asociación de este fenómeno con la llamada corriente del Niño, anomalía conocida por los pescadores del puerto de Paita, en el noroeste de Perú, quienes observaron que las aguas aumentaban su temperatura durante «la época de las fiestas navideñas» y los cardúmenes o bancos de peces desaparecían de la superficie oceánica, deduciendo que dicha anormalidad era debida a una corriente de aire caliente procedente del golfo de Guayaquil (Ecuador).Existen registros de dicho fenómeno por parte de Antonio de Alcedo en su Diccionario Geográfico-Histórico, quien en la descripción breve de la historia de Paita dice:

"Payta es una ciudad pequeña de la Provincia y Corregimiento de Piura del Perú, situada en la Costa de la mar del Sur... donde se desembarca para pasar por tierra a Lima y demás Provincias del Perú. La población está situada en un terreno arenisco que no produce yerva alguna, ni una sola gota de agua dulce [...] En Payta nunca llueve, y habiendo sucedido el fenómeno raro de llover en 1728, donde se arruinó la mayor parte."
Antonio de Alcedo - Diccionario Geográfico Histórico de las Indias Occidentales

Posteriormente existen registros que fueron notificados por Camilo Carrillo en 1892, que observó la existencia periódica de una corriente marina cálida en las costas normalmente frías del Perú. Existen otros acontecimientos interesantes relacionados con los años más intensos de El Niño. Entre 1789 y 1793, el historiador británico Richard Grove relata que varios observadores de la época informaron de graves sequías en Asia, Australia, México y el sur de África, por lo que se sospecha que dicho fenómeno pudo haber causado la hambruna que precedió a la Revolución francesa. Entre 1791 y 1793 en México bajó el nivel del lago de Pátzcuaro.El meteorólogo Jacob Bjerknes postuló en 1969 que El Niño está normalmente relacionado con la Oscilación del Sur, ya que está presente una relación física entre la fase de alta presión anómala en el Pacífico occidental con la fase de calentamiento poco frecuente del Pacífico oriental, lo que va acompañado con un debilitamiento de los vientos alisios del este. Así, la baja presión del Pacífico occidental se vincula con un enfriamiento del Pacífico oriental (fenómeno de La Niña) y con el fortalecimiento de los vientos del este.

## Historia
Charles Todd, en 1888, sugirió que las sequías en India y en Australia tendían a ocurrir al mismo tiempo; Norman Lockyer observó lo mismo en 1904. Víctor Eguiguren Escudero (1852–1919) informó de una conexión entre El Niño y las inundaciones de 1894 y en 1895  Federico Alfonso Pezet (1859–1929) hizo lo propio.  En 1924, Gilbert Walker (por quien la circulación Walker se nombró) acuñó el término "Oscilación Sur". Él y otros (incluyendo al meteorólogo noruego-estadounidense Jacob Bjerknes) se acreditan en haber identificado el efecto El Niño.

## Desarrollo del fenómeno

Patrón normal del Pacífico. Vientos ecuatoriales apilan agua más caliente hacia el oeste. El agua fría se va hacia las costas de Sudamérica. (NOAA / PMEL / TAO).

El primer meteorólogo en sugerir una explicación razonable del fenómeno de El Niño fue Jacob Bjerknes, cuando dirigió una oficina meteorológica para los pronósticos del tiempo atmosférico anexa al Departamento de Física de la Universidad de California en Los Ángeles (UCLA). Bjerknes fundó el Departamento de Meteorología en dicha Universidad, ahora transformado en el Departamento de Ciencias Atmosféricas y Oceánicas. Como profesor en esta universidad, fue el primero en relacionar las inusuales altas temperaturas de la superficie oceánica con vientos débiles del este y las intensas lluvias que acompañan esta situación y un resumen de estas ideas lo expresó en forma precisa el Dr. Richard T. Barber cuando señaló que «The ocean is clearly driving the atmosphere» («El océano claramente dirige a la atmósfera»), lo cual equivale a decir que el flujo de energía en la atmósfera procede principalmente (aunque no exclusivamente, como resulta obvio) de la hidrosfera (océanos y mares).
Posteriormente, otros investigadores de la meteorología han expresado de maneras diversas la idea del paralelismo entre las altas temperaturas de una zona determinada del océano con el debilitamiento de los vientos en dicha zona: en la discusión número 3 de la Tormenta Tropical Sandy del NHC (National Hurricane Center) el 23 de octubre de 2012 se señala que «permanecer de manera casi estacionaria sobre las cálidas aguas de la parte suroccidental del mar Caribe nunca es una buena señal para esta época del año». Este fenómeno está explicado con más detalle en el artículo sobre la diatermancia y en el del Huracán Sandy.
En 1969, Bjerknes ofreció una alternativa de comprensión del fenómeno conocido como la Oscilación meridional de El Niño, al sugerir que un calentamiento inusual en el Pacífico oriental podría debilitar la diferencia de temperatura (de las aguas) entre el este y el oeste, desequilibrando los vientos alisios que son los vientos que empujan las aguas cálidas hacia el oeste. El resultado sería un incremento de aguas cálidas hacia el este, es decir, hacia las costas intertropicales de América del Sur.
Aunque no se suele citar a este autor, la mayoría de los autores posteriores se basan en las ideas de Bjerknes y las llevan a extremos increíbles en diagramas que relacionan las altas temperaturas en el suroeste asiático, que originan la formación de un bucle convectivo (ver figura), con descenso en las costas occidentales de América del Sur, unos 16 000 km al este, idea completamente exagerada y alejada de la realidad por dos razones principales:
- Las diferencias de temperatura, presión atmosférica y lluvias entre las costas sudamericanas y las asiáticas del océano Pacífico no se deben a un cambio en los patrones de dirección de los vientos, sino a la dirección este-oeste de las corrientes marinas en la zona intertropical. Ello significa que no son los alisios los que ocasionan el apilamiento de aguas cálidas en el Pacífico occidental, sino las aguas cálidas de la corriente ecuatorial, que transportan una enorme cantidad de energía hacia el oeste, las que ocasionan el calentamiento de la atmósfera en las zonas ya próximas al continente asiático, como se puede comprobar por los fenómenos de meteorología tropical (trombas marinas, tormentas tropicales de gran intensidad, tifones, etc.) que se producen muy cerca de la línea ecuatorial (donde el agua tiene una temperatura bastante elevada), como sucedió con el huracán o tifón de grado 5 Bopha en 2013, que se originó apenas a unos 5° al norte del ecuador. El propio Bjerknes, como ya se ha indicado, señaló el motivo subyacente de esta situación. Así, es la temperatura elevada de las aguas oceánicas la causante de que los vientos alisios se debiliten, es decir, disminuyan de velocidad, disminución que se debe al ascenso del aire en contacto con las aguas muy cálidas y, a su vez, ese ascenso produce las intensas lluvias que acompañan el fenómeno. En el artículo sobre el Huracán Sandy se indica la formación de trombas marinas en el Golfo de Venezuela, frente a Punto Fijo en la Península de Paraguaná, el día 21 de octubre, dos días antes del desarrollo de la tormenta tropical Sandy.[21]

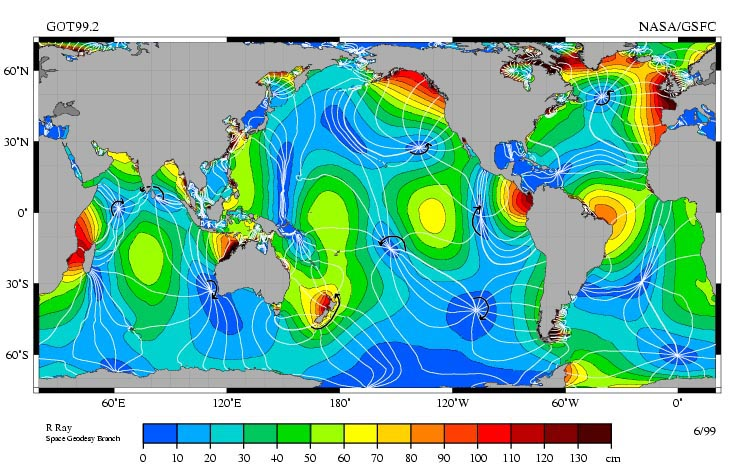
Efecto de las mareas en las cuencas oceánicas, mostrando las líneas cotidales en color blanco, donde las mareas se producen a la misma hora (las líneas difieren entre sí en una hora del reloj) y los puntos anfidrómicos (pequeños círculos blancos en zonas azules), donde el nivel de las mareas varía muy poco a lo largo del tiempo. Puede verse que las mareas tienen un gran desarrollo al oeste del istmo de Panamá, en el océano Pacífico, mientras que en las costas peruanas, la diferencia en el efecto de las mareas sobre el nivel del mar es relativamente escaso y ello genera una especie de "desbordamiento" de las aguas del hemisferio norte al hemisferio sur, junto a la costa occidental sudamericana.

- Lo anterior explica la situación en el Pacífico occidental, pero no en las costas sudamericanas, que es donde se produce el fenómeno de El Niño. En este caso, la explicación es más sencilla y no tenemos que buscar el motivo a 16 000 km de distancia. En dicha explicación intervienen tres factores: la rotación y traslación terrestres, la configuración de las costas sudamericanas, y las corrientes de marea:
  - El fenómeno de El Niño se produce a fines de diciembre (de ahí el nombre) por ser el momento del solsticio de verano en el hemisferio sur. En ese momento se produce un mayor calentamiento de los océanos al sur del ecuador pero además, ocurre una alteración de las corrientes de marea pasando un gran volumen de agua del hemisferio norte al hemisferio sur (dentro de la zona intertropical) que se ha medido cuidadosamente y que incluso se ha considerado como una causa importante en la disminución de la velocidad de rotación y de la traslación terrestres. Es el mismo caso que ocurre en la marcha de un automóvil: cuando las ruedas no están bien balanceadas, la excentricidad de su movimiento genera una disminución considerable en la velocidad del vehículo.

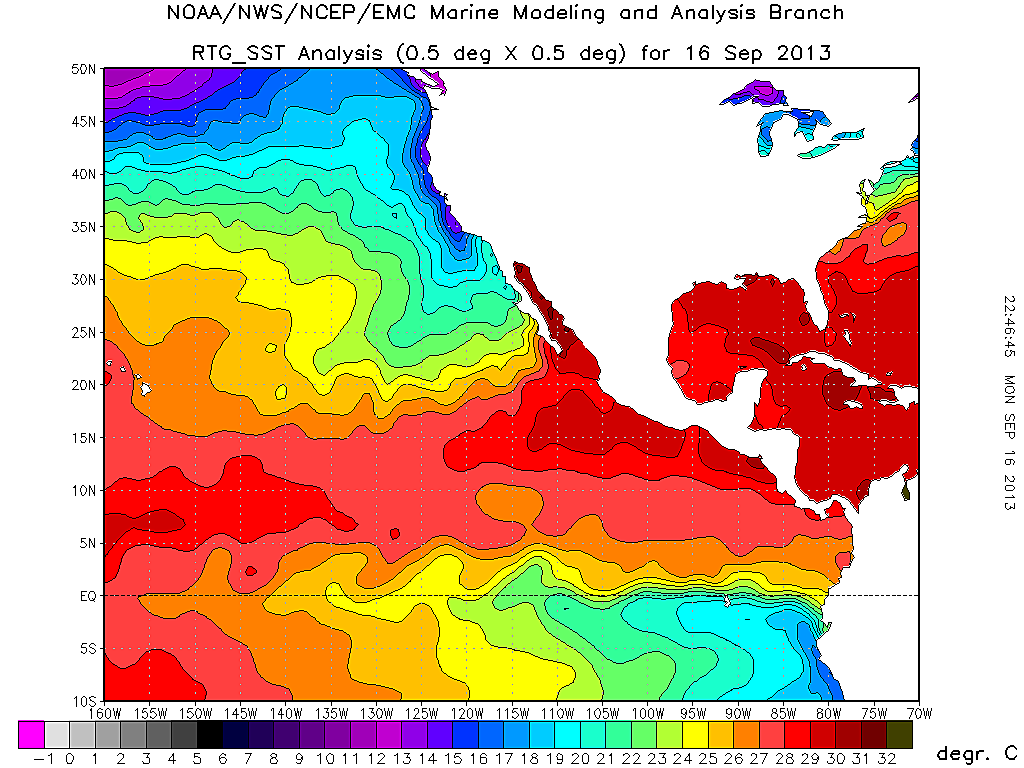
Temperaturas superficiales del Océano Pacífico en las costas ecuatoriales y subtropicales correspondientes al 16 de septiembre de 2013

- La configuración de las costas sudamericanas resulta crucial para explicar la meteorología y climatología tan distintas entre las costas orientales del Atlántico y las occidentales frente al océano Pacífico: mientras que en el Atlántico la mayor parte de la corriente ecuatorial se desplaza hacia el noroeste debido a las costas brasileñas que ocasionan dicha desviación al norte del cabo de San Roque, en el Pacífico no sucede lo mismo (al menos, no en el mismo grado) porque la corriente ecuatorial en dicho océano se origina en las costas del Ecuador en un punto donde se forma un doble golfo al norte y al sur de la línea ecuatorial. Pero el estudio de las mareas es mucho más complejo de lo que generalmente se cree[22] y deben analizarse muy detenidamente las líneas cotidales y los puntos anfidrómicos de las mareas. Un mapa inserto en el artículo citado hace referencia a las corrientes de marea en la costa sudamericana del Pacífico, en el que se puede ver cómo esas corrientes tienen sentido horario en torno al punto anfidrómico y la parte oriental del sistema anfidrómico respectivo desciende en latitud junto a la costa y, lo más importante para lo que se ha expresado antes, cruza la línea ecuatorial, pudiendo llegar hasta las latitudes en las que la corriente del Perú se aleja de la costa hacia el noroeste, es decir, hacia dicha línea ecuatorial.[23]

- Las corrientes de marea se explican en la carta de las líneas cotidales (líneas horarias del avance de las mareas) en el que se ve la formación de una zona de mareas muy importantes en el golfo de Panamá, que puede suministrar el agua caliente necesaria para una corriente de marea que avance junto a las costas del Pacífico en Colombia y Ecuador hasta atravesar la línea ecuatorial, tal como se expresa en el mapa de la cita anterior. Como esta corriente de marea es una corriente superficial y es de agua caliente (menos densa que el agua de la corriente de Humboldt o del Perú) se superpone a las aguas frías de la costa peruana y cubre en gran parte a esas aguas frías. No es que la surgencia de aguas frías en la costa del Perú deje de producirse (ello sería imposible porque es consecuencia del movimiento de rotación terrestre que es invariable) sino que las aguas cálidas transforman por completo la meteorología (no la climatología; ver el artículo tiempo y clima) de dicha región costera. Las mareas pueden ser explicadas con los conocimientos astronómicos únicamente pero sus efectos en la superficie oceánica requieren de un comprensión más completa y compleja que involucra aspectos como las masas continentales, la rotación terrestre, la geometría de las cuencas oceánicas y la propia variabilidad de la meteorología. Conociendo el historial de todos los aspectos involucrados se puede correlacionar con el desarrollo de las distintas épocas en las que se produce el fenómeno de El Niño y establecer así, un ciclo en el tiempo que identifique un determinado patrón explicativo. Se han estudiado algunos de esos patrones cíclicos para otras partes de nuestro planeta, pero no para esta zona de las costas sudamericanas.

## Efectos
Los principales efectos de dicho fenómeno son la altura de las temperaturas del océano así como una directa afectación que se ve variada según la zona de pacífico. Este fenómeno puede afectar especialmente la corriente en chorro, una banda estrecha de viento fuerte en la atmósfera superior, sobre el Pacífico, que se vuelve más fuerte y arroja tormentas más frecuentes e intensas sobre el oeste de EE. UU., especialmente California, y a lo largo de la costa oeste de América del Sur. Pero la atmósfera es algo así como un juego de suma cero. Más lluvia en América del Norte y del Sur se produce a expensas del sur de Asia y Australia, normalmente lluviosos, que se vuelven anormalmente secos y experimentan sequías. 
Se sabe que El Niño ha causado intensas inundaciones en las secciones orientales de África, lo que ha provocado deslizamientos de tierra, un aumento de las enfermedades transmitidas por el agua e incluso escasez de alimentos, mientras que las partes norte y sur del continente experimentan sequías graves. Un El Niño fuerte también influye en las temporadas de ciclones en todo el planeta. Cuanto más cálido es el Pacífico, más huracanes o tifones recibe, mientras que se forman menos huracanes en el océano Atlántico porque el aumento de los vientos en los niveles superiores impide que se desarrollen. Esto sucedió durante la temporada de huracanes de 2015, con el Pacífico rompiendo récords mientras que el Atlántico experimentó un año relativamente tranquilo.

### América del Sur
Las consecuencias de este fenómeno climático lleva a regiones aleatorias de América del Sur a:
- Alteración de los efectos de la corriente de Humboldt.
- Pérdidas pesqueras en ciertas especies e incremento en otras.
- Intensa formación de nubes generadas en la zona de convergencia intertropical.
- Periodos muy húmedos.
- Baja presión atmosférica. 
  - Efectos sobre la presión atmosférica: Los patrones de calentamiento y enfriamiento cíclicos de la atmósfera, que se desarrollan en las zonas del centro y del este del Pacífico, coexisten con un cambio significativo de la presión atmosférica a nivel del mar. Esta diferencia de presión corresponde a la denominada Oscilación del Sur (OS). Cuando la presión atmosférica aumenta en el lado este del Pacífico (y desciende en el lado oeste), se dice que la OS está en su fase positiva (La Niña). Por el contrario, cuando la variación de la presión atmosférica cambia de sentido hacia la fase negativa (El Niño), la presión se eleva en el oeste y disminuye en el este. Esta alternancia entre las fases positiva y negativa del IOS, contribuye a cambiar la intensidad de la circulación de los vientos descrito anteriormente, debido a que un aumento/disminución de esta diferencia de presión causa que el aire superficial, que normalmente sopla hacia el oeste, se intensifique/ debilite dependiendo del signo del IOS imperante.
- Generación de aluviones.
- Pérdidas agrícolas.

#### Colombia
El fenómeno del niño en Colombia causa una disminución pronunciada en la cantidad de precipitaciones y en la humedad en las regiones Caribe y Andina mayormente, con las siguientes consecuencias: afectación al sector agrícola, posibles limitaciones de la cantidad de energía eléctrica que se puede generar (que puede incrementar la probabilidad de llevar a cabo racionamientos de agua para el consumo humano y animal), aumento en la cantidad de incendios forestales y disminución de los niveles y los caudales de los ríos.
Como principal efecto económico del fenómeno de El Niño en Colombia se encuentran las repercusiones negativas sobre el sector agropecuario: las variaciones en los rendimientos de los diferentes cultivos. Según el Ministerio de Agricultura de Colombia, el fenómeno de El Niño significa una reducción del 5% del rendimiento agrícola. Los cultivos más afectados históricamente han sido el fique, la yuca, la palma africana, la cebada, el arroz y la papa. En el caso de la producción de la leche, se han tenido reducciones en su producción cercanas al 5%.
Históricamente las repercusiones sobre la producción de café por el fenómeno de El Niño no han sido importantes.
El fenómeno del niño ocasiona disminuciones importantes en los productos agrícolas.
En Colombia, el instituto gubernamental encargado de realizar estudios e investigaciones relacionadas con la atmósfera, el tiempo y el clima es el IDEAM. Las características climatológicas que se presentan durante el fenómeno del niño pueden ser consultadas en sus bases de datos, así como en sus informes y reportes.

#### América del Sur
El sur de Brasil y norte de Argentina experimentan un clima más húmedo que en condiciones normales, sobre todo durante el verano. En invierno puede producir como efecto el aumento de temperatura media y reducción considerable de ocasionales heladas, especialmente en la zona centro y norte de Argentina debido a que la nubosidad por las noches conlleva a que radiación solar acumulada en la Tierra se refleje en las nubes produciendo un esporádico efecto invernadero. La región central recibe el invierno con gran lluvia y el altiplano peruano-boliviano a veces es expuesto a eventos de nevadas de invierno inusuales. En Paraguay, Uruguay, Argentina y Brasil se presentan intensas lluvias que provocan inundaciones que afecta a las personas y los cultivos de trigo y cebada además aparecen enfermedades fúngicas.

### América Central

#### Guatemala
Uno de los eventos climáticos de mayor impacto en Guatemala es el fenómeno de El Niño, con importantes implicaciones en el clima, que se ha reflejado en la variación de los regímenes de lluvia. Bajo eventos severos se ha registrado una disminución importante en los acumulados de lluvia el inicio de la época lluviosa, con implicaciones de menor disponibilidad de agua, incendios, etc.
El fenómeno se ha asociado a mayor incidencia de frentes fríos, aumento del número de huracanes en el Pacífico mientras que disminuyen en el Atlántico, Caribe y golfo de México, tal como se ha venido observando en los últimos años. A través del análisis de isótopos de oxígeno, se ha clasificado el nivel de impacto que ha tenido el Niño en zonas como Baja California, en México.
Estas condiciones atmosféricas causan inundaciones importantes en las cuencas de los ríos, principalmente las correspondientes a la vertiente del Pacífico, las cuales se ven agravadas por la alta vulnerabilidad de muchas zonas pobladas establecidas en áreas de alto riesgo como márgenes de ríos y laderas propensas a deslizamientos. Al igual que a muchos otros países, este impacto climático podría ocasionar una gran catástrofe, difícil de superar.

#### Costa Rica
Al igual que en el resto de Centroamérica, el fenómeno de El Niño provoca una variación inusitada en las condiciones atmosféricas. Se ha analizado por parte del Instituto Meteorológico Nacional de Costa Rica que una de estas variaciones está relacionada con la cantidad de huracanes que se forman en la cuenca del Atlántico: Cuando el fenómeno de El Niño es muy intenso, la probabilidad de formación de huracanes en el Mar Caribe disminuye. Por tanto, se da una disminución de la cantidad de lluvia acumulada en especial, en la Vertiente del Pacífico.
Lo anterior se traduce en una serie de afectaciones en las actividades económicas del país, en especial, del cultivo del arroz y la actividad ganadera en la Provincia de Guanacaste debido a las sequías prolongadas que se presentan en estas zonas.

### Sureste de Asia
En determinadas regiones aleatorias (desconocidas) del sudeste asiático provoca:
- Lluvias escasas.
- Enfriamiento del océano.
- Baja formación de nubes.
- Periodos muy secos.
- Alta presión atmosférica.
- Escasez de alimentos marinos.
- Cultivos arruinados.
- Escasez de agua en los ríos.
- Cambio de circulación atmosférica.
- Cambio de la temperatura oceánica.
- Pérdida económica en actividades primarias.
- Pérdidas de hogares.

## Los Niños prehispánicos

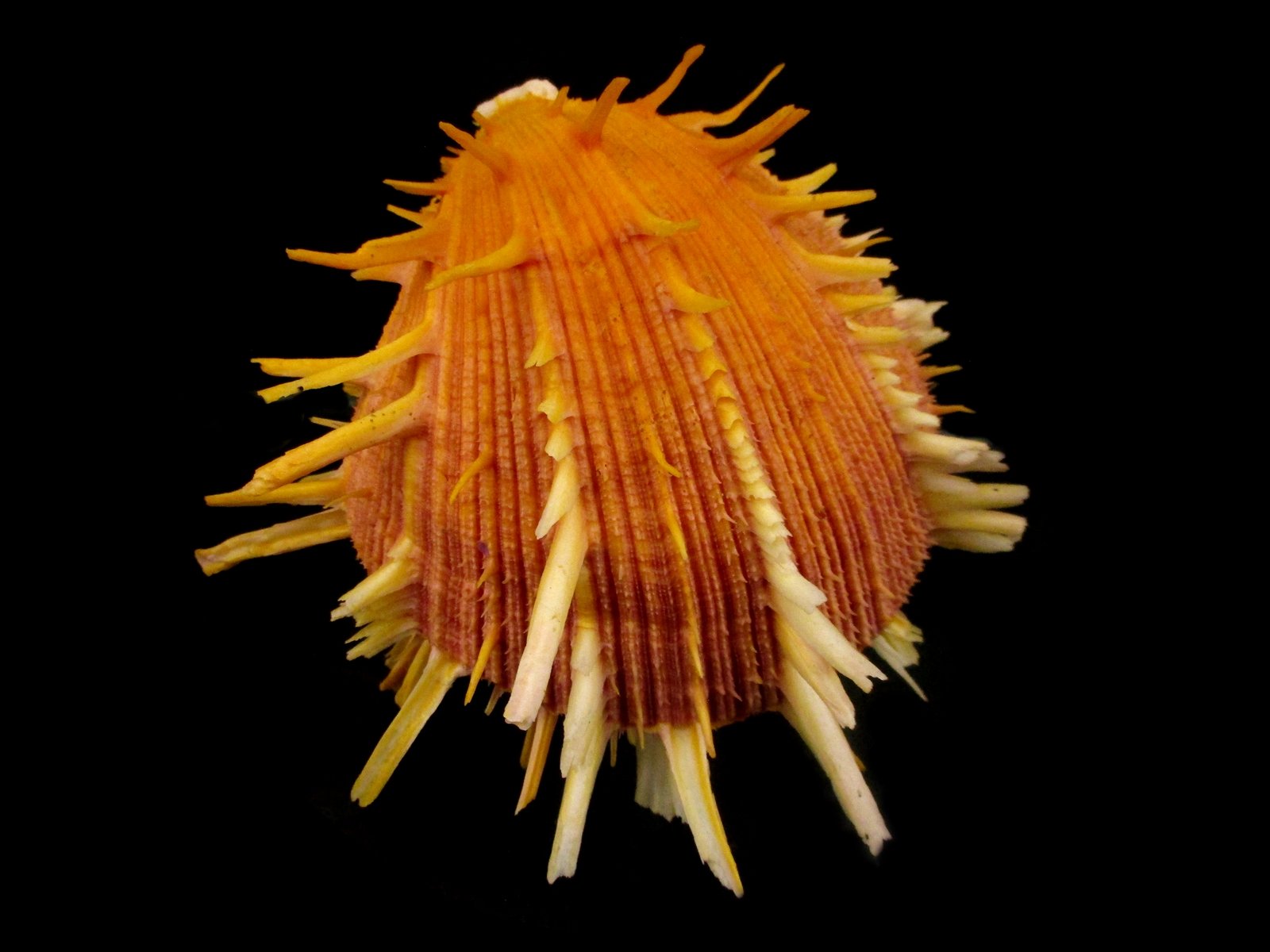
Spondylus

El fenómeno del niño está vinculado con la concha spondylus, que durante la época prehispánica fungió como medio de cambio a lo largo de todo el pacífico en Centro y Sudamérica. El hábitat de esta concha es junto a la costa occidental de América, específicamente entre el Golfo de California y el Golfo de Guayaquil.  Esta área geográfica al ser afectada por el fenómeno del niño permite las condiciones naturales para el desarrollo de esta concha, conocida por las culturas prehispánicas como "Mullu". En concreto el aumento de la temperatura del agua, así como de su salinidad, nutrientes, clorofila permiten el desarrollo de la vida de este animal. Esto a su vez fue identificado por las culturas prehispánicas y hacían referencia a este hecho en sus ritos:

Desde tempranas épocas milenarias en el Ecuador en Achayán, Península de Santa Elena, Stothert encontró una ofrenda de dos piezas coloradas de Spondylus en la base de retención de una albarrada. Estas son cercados construidos con muros de tierra capaces de acumular agua de lluvia o la de pequeños cauces de agua, especialmente durante el fenómeno de El Niño para asegurar un depósito de agua dulce en lugares áridos como la península de Santa Elena. De ahí la asociación ritual entre Spondylus, albarrada y fertilidad, entendida como disponibilidad de los recursos hídricos necesarios para la vida.
Boletín Academia Nacional de Historia

Por otro lado, se han realizado estudios de la historia de los eventos climáticos excepcionales en varias zonas situadas entre la desembocadura del río Piura, al norte, y la de la quebrada de los Burros, cerca de Tacna, en el extremo sur de Perú.No se sabe bien cuáles eran las condiciones climáticas que reinaban en la costa peruana antes de la era interglacial actual —Holoceno, que se estableció desde hace 10 a 15 milenios—. El nivel del mar era de 80 a 120 m más bajo y la línea de la orilla más alejada, hasta varios kilómetros. Los autores están de acuerdo en pensar que las condiciones climáticas sobre la costa peruana ya eran desérticas o al menos áridas. Algunos investigadores afirman que los eventos de El Niño existen desde hace por lo menos 40 000 años. En promedio se observa un evento de El Niño que provoca inundaciones cada 5 o 10 años. En el pacífico sur, estos eventos son escasos, pero pueden sobrevenir y son a menudo devastadores.
Las huellas dejadas por los diferentes Niño varían según las regiones. Las cronologías pueden ser diferentes. Se puede constatar que, de norte a sur de la costa del pacífico sobrevienen cada 200, 300 o 500 años, una catástrofe climática mayor que probablemente ha provocado a menudo o facilitado la desaparición violenta de varias civilizaciones como la cultura Chavín, la dinastía Naylamp o la cultura Lambayeque. Esta ciudad fue destruida en 1585 por un evento de lluvias torrenciales, asociadas a un fenómeno El Niño fuerte. En la época se atribuyó la culpa de la destrucción de la ciudad al gobernador, que habría sido castigado por haber cambiado de lugar la estatua del fundador de la ciudad.
En los años 1460, una serie asociada de El Niño-La Niña provocaron hambrunas y pestes que seguramente influyeron en una profunda crisis del Imperio inca.

## Los Niños históricos

### Ocurrencias
Línea del tiempo de los episodios El Niño entre 1900 a 2020.
Diversos investigadores han concordado en una cronología completa de los eventos de El Niño a partir de los elementos históricos.
Los eventos calificados como niños muy fuertes o meganiños históricos serían los siguientes:
- Niño de 1578
- Niño de 1728
- Niño de 1790-93
- Niño de 1828
- Niño de 1876-78
- Niño de 1891, probable Niño costero (evento local sin mayor influencia global)
- Niño de 1925-26 (comienza con el Niño costero de 1925)
- Niño de 1982-83
- Niño de 1996-98
- Niño de 2014-16 (finaliza con el Niño costero de 2017)
- Niño de 2023-24

Lo que suman 10 eventos muy fuertes en 475 años, es decir aproximadamente cada 50 años, aunque cada vez más frecuentes.
Otros 10 eventos son calificados entre Fuerte y Muy Fuerte (F+) y otros 21 de Fuertes. Por lo tanto, ha habido 40 eventos Fuertes y Muy Fuertes en 475 años, es decir uno cada 9 años.
Con todas las reservas del caso se puede decir que cada 500 o 1000 años el Perú ha sido golpeado por una catástrofe mayor (Mega Niño), capaz de remodelar paisajes y desorganizar o provocar la desaparición de sociedades.
Niños Muy Fuertes como los de 1925, 1983 o 1997 sobrevendrán aproximadamente cada 50 años, en media.
Niños normales o canónicos sobrevendrán en promedio cada 3 o 4 años. Estos tienen a menudo efectos benéficos sobre las culturas y la generación de los recursos en agua, pero provocan una sobre dos o tres veces (en promedio cada diez años) daños apreciables.
Finalmente, hay que recordar que en el Perú, las inundaciones no siempre son provocadas por el Fenómeno El Niño. Los huaicos a menudo catastróficos son muchas veces vinculados por deslizamientos de terreno, (provocados por temblores, accidentes glaciares o exceso de lluvias relacionadas con El Niño o no).
Las investigaciones del Síndrome El Niño puede poner orden en el contexto de las posibilidades del cambio climático. El hallazgo de un cierto ciclaje en la reaparición de El Niño puede hipotetizar acerca de no cambios climáticos globales. Hay expertos en disidencia en pensar en la hipótesis de un no recalentamiento global del clima del planeta, por los antiguos mega «Niños Muy Fuertes», y que en la actualidad sean menos frecuentes.

## Meteorología de 1997-1998 (invierno boreal y verano austral)

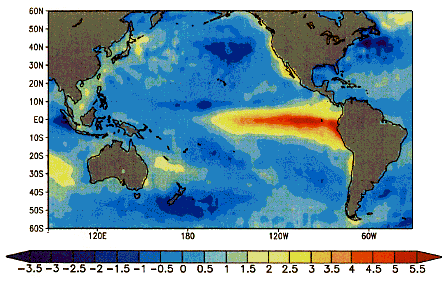
Mapa de las temperaturas anómalas durante diciembre de 1997

En noviembre de 1997 se realizó un foro para predecir los impactos de El Niño. «¿Cuánto va a llover en la región?» o «¿cuánto se intensificarán los vientos para los huracanes?» fueron dos de los de cientos de preguntas que se realizaron en el foro. Las consecuencias del fenómeno El Niño, en 1997, fueron muy fuertes; no solamente afectaron las costas de Sudamérica, sino que también afectó Centroamérica, el Pacífico mexicano y la corriente de California, ocasionando intensas lluvias desde el estado de Baja California, en México, afectando a varias ciudades como Ensenada, Rosarito, San Diego y Tijuana, entre otras, hasta el sur del Perú y norte de Chile. Provocó, aparte de epidemias, gran erosión en las costas, incendios forestales, pérdida pesquera y agrícola. Incluso el 13 de diciembre de 1997, invierno boreal, se dio un frente frío junto con las intensas lluvias del fenómeno que produjeron una nevada en el norte y centro del estado de Jalisco. Esto trajo consigo un descenso en la temperatura de -7 °C, después de 116 años que no se presentaba a este nivel. En este mismo día se presentaron nevadas en ciudades donde no nieva anualmente como Guadalajara, San Luis Potosí, León y Aguascalientes, provocó también la suspensión de actividades en los puertos de Manzanillo y Lázaro Cárdenas en México.
Dicho período de 116 años, comparándolo con el clima relativamente cálido que viene prevaleciendo en la Era Postglacial desde el último período glacial (Würm), equivaldría a 1 minuto de tiempo.

### Influencia en Ecuador, Perú, Colombia y Chile

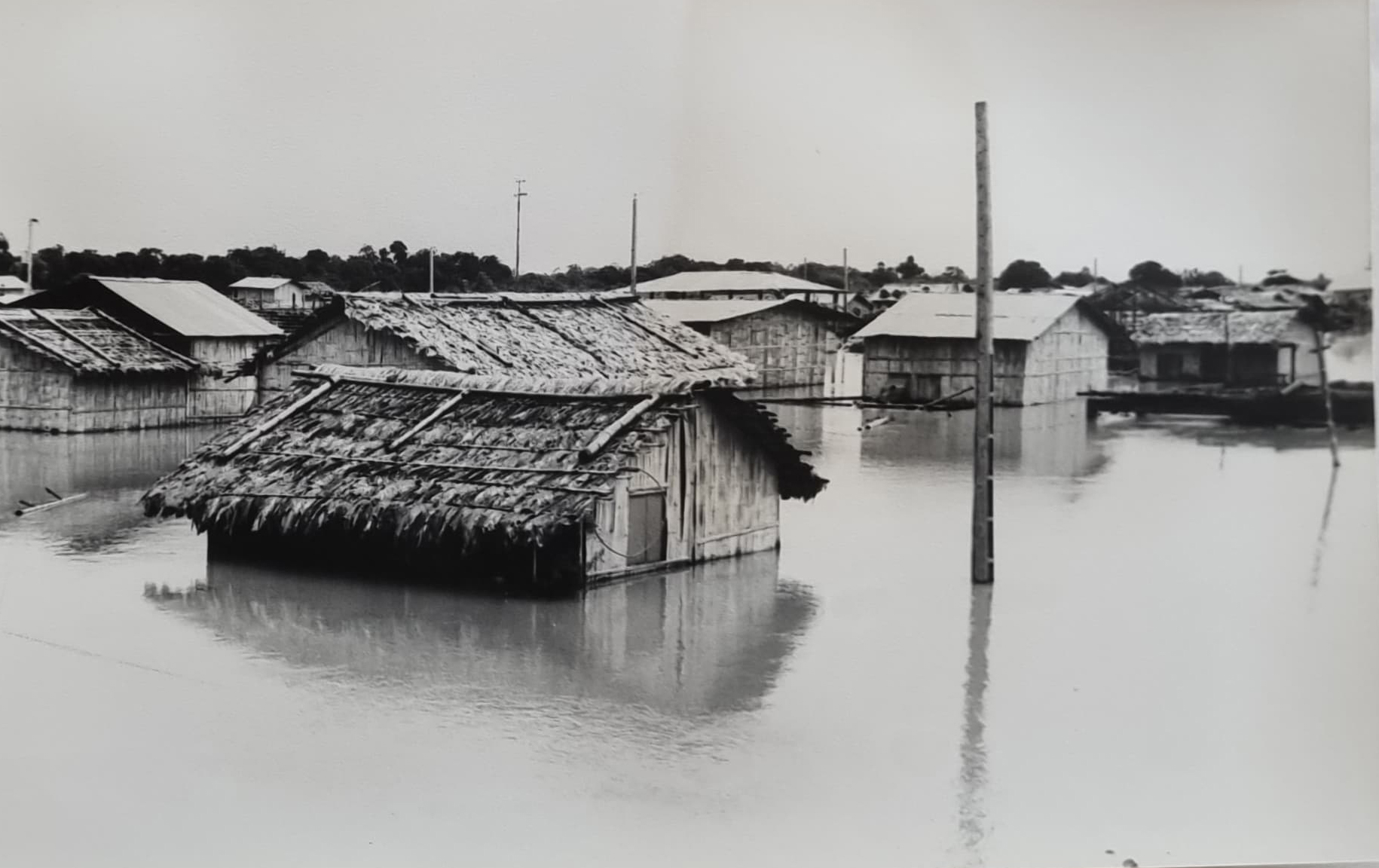
Babahoyo en el Fenómeno del Niño

El fenómeno de El Niño afectó en 1997-98 gran parte del Ecuador, Perú, Colombia y Chile; en este último se vio reflejado en los temporales de Chile central en 1997, concentrándose sus efectos entre noviembre de 1997 y abril de 1998. En Perú, las lluvias promedio mensuales alcanzaron 701 mm en Tumbes y 623 mm en Chiclayo, superando ampliamente los niveles normales.Los departamentos más afectados del país fueron los de Tumbes, Piura, Lambayeque, La Libertad, e Ica. Los daños causados en Perú se concentraron en la infraestructura vial, agricultura e infraestructura urbana eléctrica. Se estimaron 880 km de carreteras destruidas donde 115 km corresponden a carreteras asfaltadas, 394 km a afirmadas y 334 km a vías sin afirmar y trochas. Igualmente han sido afectados 845 km de carreteras asfaltadas, 4 640 km de carreteras afirmadas y 1 060 km de vías sin afirmar aproximadamente. Se tienen 58 puentes dañados totalmente y 28 puentes afectados con una longitud total de 4 395 m.
Igualmente las vías de ferrocarril central, del sur y del sur-oriente han sufrido el embate de más de 150 huaicos. Se han afectado poblaciones urbanas o rurales de Tumbes, Paita, Piura, Ica, Oxapampa, Villa Rica, Pozuzo, Junín, y Trujillo, comprometiéndose sus obras de saneamiento de agua y desagüe.
En Ecuador, El Niño afectó a casi todo el país, pero principalmente a las provincias de la zona costera: Esmeraldas, Manabí, Los Ríos, Guayas y El Oro. Algunas provincias serranas de la región andina también resultaron afectadas, Ecuador ha sido golpeado por este fenómeno, que cobró decenas de vidas y destruyó gran parte de los cultivos, así como de la infraestructura vial, daños en las viviendas con millonarias pérdidas económicas, que provocaron inestabilidad económica y política que se da en dicho país. En concreto, el Fenómeno del Niño de 1982-1983 produjo importantes pérdidas económicas para Ecuador que fueron estimadas en una reducción del 5.3% del PIB del año 1983. Cuatro años más tarde en 1987 nuevas inundaciones causaron destrucción de vías, cultivos aislamiento de zonas y pérdidas de vidas humanas. Respecto a la fauna se reportaron migraciones de aves, aumento en la mortandad de lobeznos en Galápagos, cambios en la distribución de cardúmenes de peces, migración de la fauna pelágica hacia el sur, así como cambios en la distribución del fitoplancton. Por otro lado, en el aspecto positivo el aumento de lluvias permitió el crecimiento de vegetación en la costa ecuatoriana, algo muy característico del litoral de este país, que lo diferencia de la tupida selva del pacífico colombiano o el seco desierto del pacífico peruano. Sin embargo el fenómeno de El Niño que tuvo mayor impacto en la historia de Ecuador fue sin duda el de 1998-1998. Las lluvias intensas golpearon la agricultura que se desarrolla en el Golfo de Guayaquil, desde donde se exporta más del 70% de la balanza comercial no petrolera de Ecuador, lo que causó un problema en el sector externo de la economía, así como deterioró la cartera de varios bancos desembocando en una crisis financiera y cambiaria. Esto a su vez llevaría a las autoridades de dicho país a adoptar la dolarización de la economía como una medida para hacer frente a la crisis.
En general, los ríos que desembocan en el Pacífico y que alcanzaron caudales muy importantes son:
- Río Guayas
- Río Chone
- Río Esmeraldas

- Río Tumbes
- Río Piura
- Río Ica
- Río Rímac

La amplitud excepcional de este fenómeno obliga a modificar el razonamiento técnico tradicional y proponer medidas y tipos de obras diferentes de los recomendados en el pasado.

## Calentamiento global

El Niño, la Niña y calentamiento global

Durante las últimas décadas el número de eventos de El Niño aumentó, aunque se necesita un período de observación mucho mayor para detectar cambios robustos. En 2014 se informó en Nature sobre una robusta tendencia al aumento en Los Niños extremos.
Varios estudios de datos históricos sugieren que la reciente variación de El Niño está vinculado al calentamiento global, pero no hay consenso sobre este aspecto. Por ejemplo, incluso después de restar la influencia positiva de la variación decenal, se demuestra que está posiblemente presente en la tendencia ENOS, la amplitud de la variabilidad ENOS en los datos observados todavía aumenta, por tanto como 60% en los últimos 50 años.
Puede ser que el fenómeno observado de eventos de El Niño más frecuentes y más fuertes se produce solo en la fase inicial del calentamiento global y luego (por ejemplo, después de que las capas inferiores del océano también se calienten) El Niño será más débil de lo que era. También puede ser que las fuerzas estabilizadoras y desestabilizadoras que influyen en el fenómeno finalmente se compensarán entre sí. Se necesita más investigación para proporcionar una mejor respuesta a esa pregunta. Sin embargo, los nuevos modelos publicados en la revista Nature en 2014 indicaron que el calentamiento global no mitigado afectaría particularmente las aguas superficiales del Pacífico Oriental ecuatorial y duplica la ocurrencia de Los Niños extremos.
En un futuro, regiones como Indonesia donde el cultivo principal consistente de arroz será más vulnerable al incremento de la intensidad del fenómeno El Niño. David Battisi, profesor de la Universidad de Washington, investigó los efectos de los futuros fenómenos de El Niño de la agricultura de Indonesia usando el informe anual del IPCC del año 2007 y 20 modelos logísticos diferentes que estudian factores climáticos como la presión atmosférica, nivel del mar y humedad, y encontró que la cosecha de arroz experimentará un decrecimiento en sus cultivos. Bali y Java, que poseen el 55% de los cultivos de arroz en Indonesia, probablemente experimentarán 9-10% de menos monzones, los cuales prolongan las temporadas de hambre. La cosecha normal de arroz empieza en octubre y la recolección en enero. Sin embargo, como el cambio climático afecta al fenómeno del Niño, produce un retraso en la plantación de cultivos, así que la recolección será mucho más tarde y en condiciones más secas, produciendo cultivos con menor rendimiento.
La corriente del Niño, a su vez, al interponerse entre el continente y las aguas frías de la corriente de Humboldt, acompañada por los vientos del norte, trae consigo calor y lluvias. Desde fines del siglo XIX se ha intentado establecer una relación entre la corriente cálida del Niño y el fenómeno de El Niño relacionado con el calentamiento del Océano Pacífico, como factor detonante que genera lluvias más intensas y frecuentes en los Andes de Chile, Perú y Ecuador. Con el “Niño costero”, a lo largo del litoral andino, las lluvias sobre laderas desprotegidas provocan copiosas escorrentías y estas caudalosos torrentes, que erosionan las montañas y llevan importantes sedimentos para verterlos al Pacífico sudamericano. Allí, con las aguas del océano turbias, se reduce la eficiencia de la fotosíntesis, y por lo tanto el volumen de plancton. Esto provoca una notable reducción de la población de peces en los bancos de atún y sardinas, y también en la población de aves guaneras que habitan islas y puntas costeras. En últimas, como consecuencia del calentamiento global, con el Niño costero, menos pesca y peores cosechas en el Pacífico sudamericano.

## Guerras climáticas
Según el Instituto para la Tierra de la Universidad de Columbia el fenómeno climático El Niño sería el causante de numerosos conflictos surgidos tras la Segunda Guerra Mundial. Según los investigadores del Instituto para la Tierra los episodios más duros de El Niño habrían precedido al 30% de las guerras civiles en un centenar de países. El riesgo de un conflicto se doblaría respecto a los periodos de La Niña. Globalmente la aparición de excesivas temperaturas y grandes sequías estarían relacionadas con el 21% de los 234 conflictos que el Instituto para la Tierra ha analizado desde 1950 a 2004.